# بيلي غراهام
ويليام فرانكلين بيلي غراهام جونيور (بالإنجليزية: Billy Graham)‏ (ولد 7 نوفمبر 1918 - توفي 21 فبراير 2018) مبشر مسيحي إنجيلي أميركي وصل إلى مرحلة الشهرة بعد دعم الإعلام الوطني الأمريكي له عام 1949. كانت مواعظه تبث عبر الراديو والتلفزيون مما جلب له شهرة كبيرة داخل الشارع الأميركي ولا يزال يعاد بث بعض من مواعظه إلى اليوم. عمل مستشارا روحيا لعدد من الرؤساء الأميركيين وكان مقربا من ريتشارد نيكسون ودوايت أيزنهاور  بنى مؤسسة دعوية كبيرة جعلته من أكثر الوعاظ تأثيرا ونفوذا في العالم حتى وصل عدد متابعيه إلى 2.2 بليون متابع  وحاز على جائزة مؤسسة غالوب لأكثر رجل إثارة للأعجاب لخمسة وخمسين مرة منذ عام 1955 وهو لم يحصل عليه أحد منذ بداية إصدار التقرير 

## السيرة

### النشأة
ولد في نوفمبر 7 1918 لوليام فرانكلين غراهام (1888 - 1962) وموروو كوفيي (1892 - 1981) في مزرعة للألبان بالقرب من تشارلوت، كارولاينا الشمالية وكانت عائلته من أصول اسكتلندية. تربى في بيئة محافظة للغاية لدرجة أن والده أجبره على شرب البيرة حتى التقيؤ بعد أن رفعت الولايات المتحدة حظرها على الكحوليات عام 1933. مما خلق لديه شعورا مبكرا بالإمتعاض اتجاه المشروبات الكحولية طيلة حياته. بدأ اهتمامه بالإنجيل وهو في سن 16 وتبنى وجهات نظر أتباع الكنيسة الإنجيلية عام 1934 بعد عدة لقاء ات مع واعظ إنجيلي يدعى مردخاي هام.
التحق جامعة بوب جونز المسيحية المحافظة في كليفلاند ولاية تينيسي عام 1936 ولم يستطع الاستمرار فيها أكثر من فصل دراسي واحد. كان على وشك أن يفصل إلا أن رئيس الجامعة ومؤسسها بوب جونز نصحه أن يستخدم قدراته الخطابية في التبشير. في عام 1937 التحق غراهام بمعهد الإنجيل في فلوريدا (تسمى حاليا بكلية التثليث) لكنه لم يتخرج منها بل من جامعة ويتون البروتستانية المحافظة كذلك عام 1947 في ولاية إلينوي وتخصص في مادة الأنثربولوجي. وحينها توصل إلى قناعاته بأن الإنجيل «يحوي الحقيقة التي يبحث عنها وقبله بلا شك على أنه كلمة الله الحق».

### نشاطه التبشيري
عمل غراهام كواعظ في كنيسة القرية عام 1939 في إلينوي وبقي واعظا حتى سنة 1943 حينما بدأ أول برنامج إذاعي له «أغاني الليل» (Songs of Night) والذي كان يقدمه صديقه توري جونسون. أطلق البرنامج الإذاعي يوم 2 يناير عام 1944 وأبقى على اسمه. ووظف غراهام الباريتون جورج بيفرلي شيه مديرا. برنامجه التبشيري استمر لسنوات عديدة، ولكن قرر غراهام المضي قدما في في وقت مبكر من عام 1945. في عام 1947 وهو سن 30، تم التعاقد معه كرئيس لكلية الكتاب المقدس في سانت بول بولاية مينيسوتا، ويعد أصغر شخص شغل منصب رئيسها. شغل منصب الرئيس للفترة 1948-1952.
أراد غراهام أن يعمل واعظا في القوات المسلحة ولكنه أصيب بالنكاف وأضطر أن يقضي فترة نقاهة في فلوريدا. خلال فترة النقاهة، عين رئيسا لجمعية «شباب من أجل المسيح» (youth for Christ) والتي أسسها صديقه توري جونسون والكندي تشارلز تمبلتون. وخلال رئاسته للجمعية، سافر غراهام عبر الولايات المتحدة وأوروبا ولكن كان ينقصه التدريب. فاقترح عليه تمبلتون أن ينضم معه إلى كلية برنستون الثيولوجية ولكن غراهام رفض لإنه كان رئيسا لكلية الكتاب المقدس في ساينت بول مينيسوتا.

### الدعم الإعلامي
بدأ غراهام بإلقاء عدة محاضرات تبشيرية ودعوية في لوس أنجلوس كاليفورنيا حتى جذب إنتباه أحد أقطاب الإعلام الأمريكي ويليام راندولف هيرست والذي أعجب بحس غراهام الوطني ورأى في قدراته الخطابية ما يروج لأراء هيرست المحافظة والمعادية الشيوعية. لم يلتق هيرست بغراهام شخصيا، وأرسل تيليغراف إلى محرري جريدته طالبا منهم «نفخ غراهام». خلال خمسة أيام تحول غراهام إلى ظاهرة إعلامية وبقي غراهام في لوس أنجلوس لمدة ثمانية أسابيع وهي غير المدة التي خططها لبقاءه هناك بسبب التغطية الإعلامية الكبيرة. هذه التغطية الإعلامية لغراهام بسبب وطنيته وعداءه للشيوعية جعلت منه رمزا قومياً.

### الصليبيين
بحلول عام 1947، وسع غراهام نطاق حملاته حتى بلغت 400 حملة في 185 دولة عبر ستة قارات. أول حملاته كانت من 13 -21 سبتمبر 1947 وبلغ عدد الحضور 6000 والذين أسماهم غراهام «صليبيين» تمينا بمقاتلي الحملات الصليبية في القرون الوسطى. وكان كل حضوره يحصل على نسخة من الإنجيل وقام بتجميع 5000 تابع ليغنوا معا في جوقة. بلغ عدد الحضور في حملته التي أقامها في موسكو عام 1992 155,000 حاضر وورد أن ربع هولاء استجابوا لدعوته.

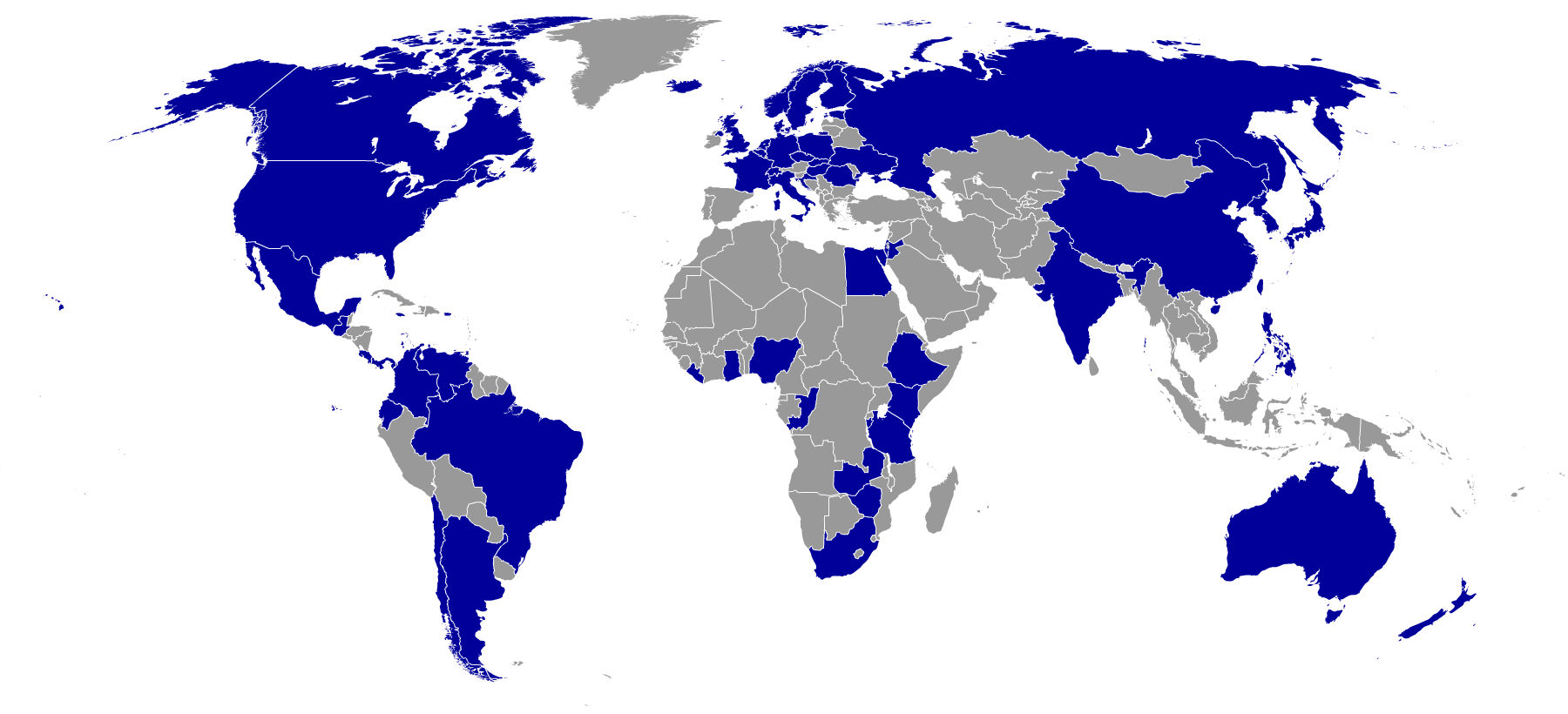
البلدان التي بشر فيها بيلي جراهام

### جمعية بيلي غراهام الإنجيلية
أنشأ غراهام «جمعية بيلي غراهام الإنجيلية» في منيابولس عام 1950 ثم نقل الإدارة إلى مسقط رأسه في تشارلوت نورث كارولينا. وتكونت الجمعية من:
- ساعة القرار (Hour of Decision): برنامج إذاعي قدمه غراهام لخمسين سنة.
- بث برنامج تلفزيونية متعلقة بحملاته في الولايات المتحدة وكندا.
- إنشاء عمود صحفي معنون إجاباتي في عدة صحف أمريكية.
- إنشاء مجلة القرار (Decision magazine) كمجلة رسمية للجمعية.
- إنشاء مجلة المسيحية اليوم (Christianity Today) عام 1956 وتعد هذه المجلة أكثر المطبوعات ذات التوجه المسيحي المحافظ شعبية.
- إنشاء مؤسسة وورلد وايد بيكتشرز (World Wide Pictures) للإنتاج السينمائي والتي أنتجت أكثر من 130 فيلم.
- إنشاء برنامج مخصص للأطفال وجذبهم إلى دعوة غراهام Passageway.org.

### حركة الحقوق المدنية
مع ظهور حركة الحقوق المدنية المطالبة بإيقاف التمييز العنصري ضد السود في الولايات المتحدة، قام غراهام بإلقاء محاضرات وعظات لجمهور مختلط من السود والبيض ويعتبر من الأوائل الذين فعلوا ذلك وتعرض لإنتقادات كثيرة إزاء هذا الفعل. بينما أيده مارتن لوثر كينغ وعدد من زعماء الحركة ولكنه إضطر إلى إلقاء عظات لجمهور منفصل في الولايات الأكثر محافظة مثل تكساس ونورث كارولينا. بعد أن قضت المحكمة العليا الأمريكية عام 1954 بعدم دستورية الفصل العنصري في المدارس، زاد غراهام من حدة خطاباته ضد التمييز والعنصرية. وفي عام 1957 قرر غراهام أن يشرك مارتن لوثر كينغ في مواعظه في نيويورك والتي حضرها زهاء 2.3 مليون شخص في تايمز سكوير ويانكي ستاديوم وماديسون سكوير غاردن. وكان هو الظهور العلني الوحيد لغراهام مع مارتن لوثر كينغ ولكنه دفع كفالة إخراجه من السجن في برمنغهام ألاباما.

## دوره السياسي
غراهام مسجل كديمقراطي في سجلات وزارة العدل الأمريكية. إلا أن له الكثير من المواقف الموافقة لأفكار الحزب الجمهوري الأمريكي وظهرت جلية خلال عهد الرئيس نيكسون. حاول إبعاد نفسه عن اليمين المسيحي قائلا أن المسيح ليس عضوا في أي حزب.
 رفض الانضمام إلى منظمة الأغلبية الأخلاقية بقيادة جيري فالويل عام 1979، قائلا:
.
مع ذلك لايمكن إهمال دور غراهام الكبير في معاداة الشيوعية خلال الحرب الباردة. إذ كان أول مبشر إنجيلي يتحدث من وراء الستار الحديدي مخاطبا جماهير عريضة في أوروبا الشرقية والإتحاد السوفييتي «داعيا إلى السلام». وذهب إلى كوريا الجنوبية والشمالية والصين.

وفقا لمقابلة نيوزويك عام 2006 السياسة تعتبر ثانوية لغراهام، عندما سألته نيوزويك عن رجال الدين وتدخلهم في الشؤون السياسية أجاب:
.
كان متحدثا ضد الشيوعية بشكل علني وأيد حرب فيتنام وسياسيات الولايات المتحدة خلال الحرب الباردة إلا أن علاقته كانت جيدة مع رئيس كوريا الشمالية الراحل كيم إل سونغ واصفا إياه «بالشيوعي المختلف» قائلاً بأنه أنه أحد «أعظم قادة بلاده الذين تصدوا للمد الياباني». وأيد حرب الخليج الثانية كذلك. في عام 2012، عبر غراهام عن دعمه لمرشح الحزب الجمهوري ميت رومني. مما حدا بالمشرفين على موقعه الرسمي على شبكة الإنترنت بإزالة العبارة التي تشير إلى الديانة المورمنية بعبارات مسيئة. رجح مراقبون أن دعم رومني نابع من توجهات إبنه فرانكلين وليس الأب نفسه كونه توقف عن الظهور العلني ومقابلة الصحفيين، فالأفكار المنشورة باسم غراهام حاليا توافق توجهات اليمين المسيحي وهو ماجعل بعض المراقبين يعتقد أنها أفكار إبنه في الحقيقة.

### عمله كمستشار روحي للرؤساء

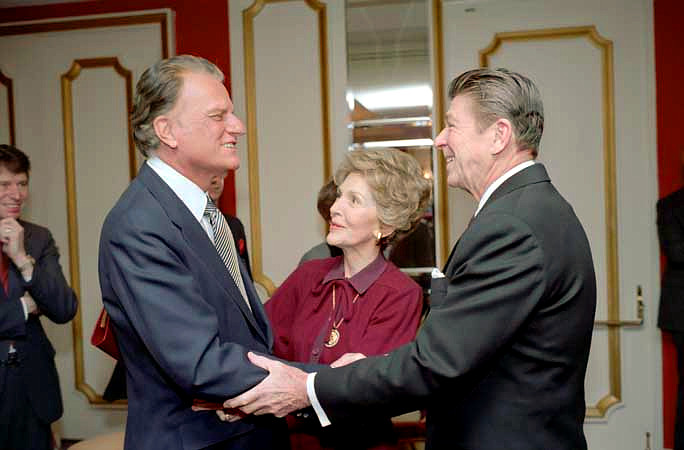
غراهام مع رونالد ريغان وزوجته نانسي ريغان يستقبلان ريغان خلال إفطار الصلاة الوطني في فندق هيلتون بواشنطن عام 1981

عمل غراهام كمستشار روحي لعدد من الرؤساء الأميركيين مثل ريتشارد نيكسون، دوايت أيزنهاور، بيل كلينتون، جورج بوش الأب، جورج بوش الإبن، جيمي كارتر، رونالد ريغان، ليندون جونسون، جيرالد فورد وباراك أوباما  بعد لقاء مع هاري ترومان عام 1950، أخبر غراهام الصحافة أنه ألح على الرئيس محاربة الشيوعية في كوريا الشمالية. مما سبب إمتعاضا لترومان وجعله يمتنع عن مقابلته لسنوات. أعتبر غراهام مقابلاته مع الرؤساء سرية بعد ذلك التصريح. قد قال هاري ترومان عن غراهام في مذكراته اللفظية لأحد الصحفيين:
كانت علاقته أقوى مع أيزنهاور وتطورت علاقته مع نيكسون حينها عندما كان نائبا للرئيس. بعد إقرار قانون خاص عام 1952، قام بغراهام بطقوس تعبدية على مداخل مبنى الحكومة الفيدرالية للولايات المتحدة الأمريكية. وعبر الواعظ عن دعمه لريتشارد نيكسون في انتخابات 1960 ضد جون كينيدي. وظهر نيكسون إلى جانب غراهام خلال موعظة ألقاها في تينيسي وكان نيكسون أول رئيس أمريكي يلقي خطابا من أرضية إنجيلية. وعرض نيكسون على غراهام أن يكون سفيرا للولايات المتحدة في إسرائيل لكنه رفض. سائت علاقتهم بعد فضيحة ووترغيت. إلى أنها عادت لما كانت عليه بعد إستقاله نيكسون.

## مواقف مثيرة للجدل
خلال فضيحة ووترغيت أشيع أن غراهام كان متفقا في الكثير من ملاحظات نكسون الموصوفة بعداء السامية، إلا أنه نفى الإشاعات وأكد أنه يحاول مد جسور التواصل مع اليهود. إلا أن القضية ظهرت على السطح من جديد بعد أن تم نشر أشرطة وتسجيلات تتعلق بالفضيحة عام 2002. وأظهرت السجلات أن غراهام كان متفقا مع نيكسون بشأن سيطرة اليهود على الإعلام في أمريكا. وصفته رابطة مكافحة التشهير اليهودية الأمريكية بقيادة أبراهام فوكسمان بأنه معاد للسامية. اعتذر غراهام بعد نشر السجلات وعبر عن ندمه «رغم عدم تذكره للحادثة». في عام 2009، نشرت المزيد من الأشرطة تظهر غراهام وهو يصف اليهود:«بكنيس الشيطان» وبرر متحدث باسم غراهام بأنه كان يقصد هولاء الذين يدعون أنهم يهود ولكن لا يمارسون تعاليمها. إلا أن المجتمع اليهودي الأميركي لم يقبل التبرير ولا الإعتذار.

## وفاته
توفي بيلي لأسباب طبيعية في 21 فبراير 2018، في منزله في مونتريت، كارولاينا الشمالية عن عمر يناهز 99 عامًا.

## روابط خارجية
- بيلي غراهام على موقع IMDb (الإنجليزية)
- بيلي غراهام على موقع الموسوعة البريطانية (الإنجليزية)
- بيلي غراهام على موقع مونزينجر (الألمانية)
- بيلي غراهام على موقع ميوزك برينز (الإنجليزية)
- بيلي غراهام على موقع إن إن دي بي (الإنجليزية)
- بيلي غراهام على موقع ديسكوغز (الإنجليزية)
- بيلي غراهام على موقع قاعدة بيانات الفيلم (الإنجليزية)